# AGM-114 Hellfire

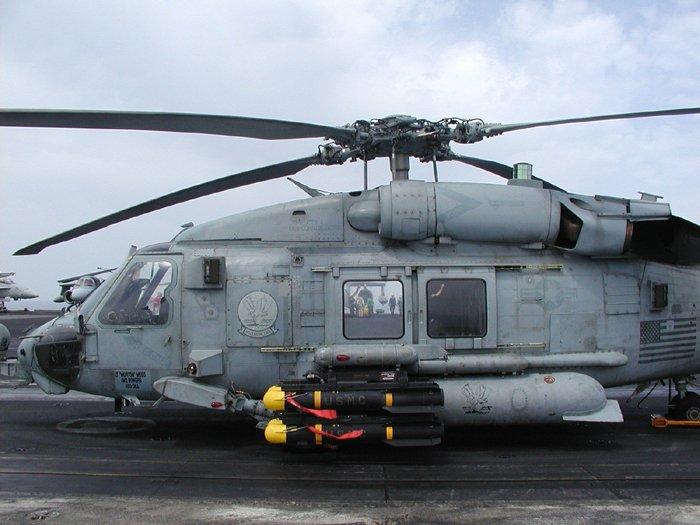
Hellfire-Raketen an einem HH-60H Seahawk

Die AGM-114 Hellfire (englisch für ‚Höllenfeuer‘) ist eine US-amerikanische Luft-Boden-Rakete (Verfolgungsrakete) zur Panzerabwehr. In der Grundausführung benutzt die Hellfire ein Laserlenksystem, spätere Versionen verfügen über einen Radarsuchkopf. Hauptplattformen für die Hellfire-Rakete sind die verschiedenen Kampfhubschrauber im Arsenal der US Army. Mit der Hellfire II steht inzwischen eine optimierte Version des ursprünglichen Hellfire-Systems zur Verfügung. Der AH-64 Apache Longbow-D (in der Version mit Radar) kann darüber hinaus auch eine radargelenkte Version der Hellfire abfeuern, die dadurch zu einer echten Fire-and-Forget-Waffe wird, bei der sich unter optimalen Bedingungen der Angreifer dem Ziel noch nicht einmal zeigen muss. Die lasergelenkten Hellfire-Raketen benötigen dagegen spätestens kurz vor dem Einschlag eine Zielbeleuchtung durch einen Laser.

## Geschichte
Die Entwicklung der späteren AGM-114 begann etwa 1970 mit einigen Studien bezüglich des Anforderungsprofils an eine hubschraubergestützte Panzerabwehrrakete. 1976 war man mit den Vorarbeiten so weit, dass ein Entwicklungsvertrag mit dem Raketenbauer Rockwell International abgeschlossen werden konnte. Dieser sah vor, dass die kompletten Raketen aus einer Hand – nämlich Rockwell – kommen sollten. In dieser Situation bot Konkurrent Martin Marietta der US-Armee einen viel günstiger zu produzierenden Laser-Suchkopf an, als ihn Rockwell bauen konnte. Daher wurde entschieden, dass Martin Marietta den Suchkopf liefern sollte und Rockwell den Rest der Rakete.
Erste Tests der neuen Rakete fanden ab Ende 1978 mit Hubschraubern des Typs AH-1 Cobra und Bell UH-1 statt, und ab 1979 wurde auch der neue AH-64 Apache in das Erprobungsprogramm mit einbezogen. 1981 war man so weit, dass die Rakete für die Produktion freigegeben werden konnte und 1985 ging sie in den aktiven Dienst.

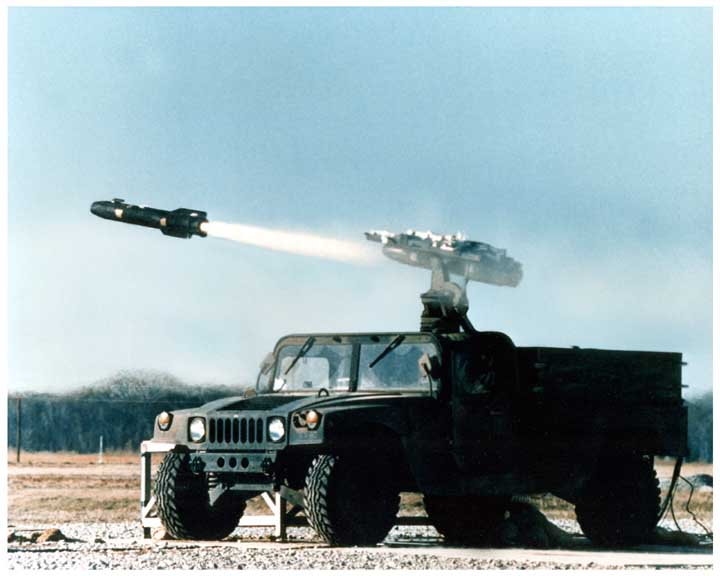
Start einer AGM-114 Hellfire von einem HMMWV-Geländewagen

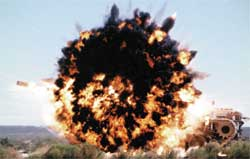
Eine AGM-114 Hellfire trifft ins Ziel

Gegenwärtig wird die AGM-114 außer von der AH-64 Apache und der Bell OH-58 Kiowa auch von den AH-1-Cobra-Helikoptern des US Marine Corps eingesetzt. Das System ist außerdem für Einsätze mit dem Transporthubschrauber UH-60 Blackhawk und dem Aufklärungshubschrauber OH-6 Defender freigegeben, auch wenn diese Möglichkeit in den letzten Jahren nie im Kampf genutzt wurde. Weiterhin wurden erfolgreiche Tests mit bodengestützten Plattformen wie dem HMMWV-Geländewagen oder dem Improved TOW Vehicle (ITV) durchgeführt. Anfang 2002 kam die AGM-114 auch erfolgreich an einer Drohne des Typs RQ-1 Predator UAV zum Einsatz. Dabei kam es gegen Ende des Jahres zu einem medienträchtigen Einsatz gegen mutmaßliche Terroristen im Jemen; es war das erste Mal, dass eine ferngesteuerte Drohne einen Angriff gegen ein feindliches Ziel flog. Eine weiterentwickelte Joint-Air-to-Ground-Version, die AGM-114R, kam am 3. Januar 2020 in Bagdad zum Einsatz und tötete den iranischen Offizier Qasem Soleimani sowie neun weitere Personen. Der Anschlag war am 2. Januar in einem Kommentar in der New York Times als Möglichkeit und Beispiel für die moralischen Implikationen solcher Einsätze angekündigt worden.
Hauptvertragsnehmer für die Produktion von Hellfire-Raketen sind heute Boeing und Lockheed Martin. Jede Rakete kostet etwa 58.000 US-Dollar. Die Feststoffraketenmotoren der Hellfire werden von Orbital ATK zugeliefert. Schweden nutzt die Raketen zur Küstenverteidigung (Bezeichnung RBS-17), außerdem haben sowohl Israel als auch Ägypten das System gekauft.
Die zum Start der Hellfire notwendige Laser-Zieleinrichtung wurde auch in einer portablen Version zum Einsatz durch Bodentruppen gebaut. Hierdurch ist es möglich, dass eine Bodeneinheit ein Ziel „beleuchtet“, das Zielsystem eines Kampfhubschraubers dieses Signal erfasst und mit Raketen bekämpft, ohne es selbst sehen zu können. Ein weiteres Einsatzgebiet des Ground/Vehicular Laser Locator Designator (G/VLLD) genannten Geräts ist die Beschaffung genauer Entfernungsinformationen für Feldartillerie-Batterien. Die Stückkosten für die von Hughes Aircraft Corporation (heute Teil von General Motors) und Optic Electronic Corporation gebauten Geräte betragen 164.485 US-Dollar. Mit ihnen wurden ausgewählte Feldartillerie-Bataillone, Panzerkavallerie- und Infanterie-Einheiten ausgerüstet.

## Hellfire-Versionen
- AGM-114A – die Basic Hellfire war die erste ab 1984 von Rockwell und Martin Marietta an Gefechtsbataillone ausgelieferte Version der Rakete. Sie wurde inzwischen für Kampfeinsätze durch die AGM-114C und neuere Versionen ersetzt, die noch vorhandenen Raketen werden jetzt zum Gefechtstraining benutzt.
- AGM-114B – eine von der US Navy und dem US Marine Corps beschaffte Variante für den schiffsgestützten Einsatz mit einem leicht verbesserten Laser-Sucher und einem neuen, fast rauchfrei arbeitenden Raketenmotor.
- AGM-114C – Die C-Version ist die Adaption der durch die B-Version eingeführten Neuerungen für die US Army
- AGM-114F – diese Rakete war ein Zwischenschritt zwischen der Hellfire C und der Hellfire II, daher auch der Name Interim Hellfire. Sie besitzt bereits den zweistufigen Gefechtskopf der Hellfire II, mit dem sich auch reaktive Panzerungen durchdringen lassen.
- AGM-114K – auch als Hellfire II bezeichnet. Diese Version hat einen nochmals verbesserten Sucher, der unempfindlicher gegenüber eventuellen Gegenmaßnahmen ist. Dazu kommen neue Software und ein programmierbarer Autopilot, mit dem auch Geländefolgeflug möglich ist. Seit 1993 repräsentiert diese Variante den Stand der Technik bei taktischen Luft-Boden-Raketen.
- AGM-114L – eine Hellfire II mit einem auf Millimeterwellen-Radar basierenden Lenksystem für den Einsatz von der Longbow Apache aus. Diese Version ist die erste echte Fire-and-Forget-Hellfire im US-Arsenal. Nach dem Start verfolgt die Rakete ihr Ziel völlig selbstständig.
- AGM-114N – Metal Augmented Charge (MAC) Thermobaric Hellfire. Es handelt sich um eine „thermobare Waffe“, bei der PBXN-112-Sprengstoff mit Aluminiumpulver umgeben ist. Bei der Explosion der Waffe wird das Pulver verteilt und brennt schnell ab. Dieses führt zu einem erhöhten Druck sowie einer längeren Druckwirkung. Die Waffe ist für den Einsatz in urbanen Regionen gedacht und soll hier in Gebäuden direkt mehrere Räume zerstören. Ab 2002 wurden 65 Sprengköpfe dieser Art gebaut.[7] Ab 2005 wurde dieser Typ von den US-amerikanischen Streitkräften gegen die Taliban eingesetzt. Im Juni 2008 berichtete die britische Times über den umstrittenen Einsatz dieser thermobaren Waffe in Afghanistan unter NATO-(ISAF)-Kommando. Da es keine international einheitliche Definition für die Bezeichnung „thermobar“ gibt, hat das britische Verteidigungsministerium vor dem Einsatz die Bezeichnung in „enhanced blast weapon“ geändert, um so mögliche Kritik am Einsatz zu verhindern.[8]
- AGM-114M – entspricht der AGM-114K, jedoch mit einer konventionellen Splittersprengladung[9] anstelle der Tandemhohlladung.
- AGM-114R – eine verbesserte Version der AGM-114K Hellfire II. Herzstück der neuen Version ist ein neuer Mehrzweckgefechtskopf, der für eine Vielzahl verschiedener Ziele (gepanzerte Fahrzeuge, Bunker, „weiche“ Ziele) geeignet sein soll. Zudem sollen Verbesserungen in weiteren Parametern wie der maximal möglichen Abschusshöhe realisiert werden.[10]
- AGM-114R9X – diese Rakete verwendet keinen Sprengkopf, sondern tötet Einzelpersonen durch schiere kinetische Energie in Kombination mit sechs Klingen, die kurz vor dem Aufschlag ausklappen und dabei axial mit der Rakete rotieren. Der Kollateralschaden ist dadurch sehr gering.[11][12] Beim tödlichen Drohnenangriff auf den Al-Qaida-Führer Aiman az-Zawahiri kamen zwei Raketen dieses Typs zum Einsatz.[13][14][15]

## Startsequenz
Aus Sicht des Piloten lässt sich die Hellfire in zwei verschiedenen Modi einsetzen: Zielerfassung vor dem Start (LOBL, Lock On Before Launch) und Zielerfassung nach dem Start (LOAL, Lock On After Launch). Die AGM-114L kann nach dem Prinzip Fire-and-Forget operieren und völlig ohne Sichtverbindung zum Ziel eingesetzt werden.
Im LOBL-Modus visiert der Waffenoffizier vor dem Start der Rakete das Ziel mit dem Laser an, anschließend feuert der Pilot die Rakete ab. Während die Rakete im Anflug ist, sollte die Sichtverbindung zwischen Helikopter und Ziel möglichst nicht unterbrochen werden, da die Rakete ansonsten das Ziel verlieren könnte. Dies bedeutet natürlich auch potenziell höhere Gefahr für die Luftfahrzeugbesatzung.
Im LOAL-Modus wird die Rakete zunächst ohne ein Ziel abgefeuert, woraufhin sie zunächst auf eine gewisse Höhe steigt und dann versucht, einen Zielbezeichnungs-Laserstrahl zu finden, auf den sie zusteuern kann. Auf diese Weise ist es beispielsweise möglich, die Rakete aus der Deckung über einen Hügelkamm zu feuern und erst kurz bevor die Rakete das Ziel erreicht, aufzusteigen, das Ziel zu beleuchten und zu zerstören.
In beiden Fällen versucht die Rakete das Ziel möglichst so anzufliegen, dass sie von oben einschlägt, wo die Panzerung der meisten Gefechtsfahrzeuge dünner ist.

## Das Hellfire-„Desaster“
Anfang 2003 wurde bekannt, dass zwei Drittel der Hellfire-Raketen im US-Arsenal mit einem schwerwiegenden Fehler behaftet waren: Beim Start konnten Teile der Rakete den Hubschrauber beschädigen. Es sah zunächst so aus, als ob diese Tatsache die US-amerikanischen Pläne zum Einmarsch in den Irak ernsthaft gefährden könnte. Ohne Unterstützung durch Kampfhubschrauber wären die Panzertruppen der US Army gegen die irakischen Panzerdivisionen auf sich selbst gestellt beziehungsweise auf Unterstützung durch die US-Luftwaffe angewiesen gewesen.

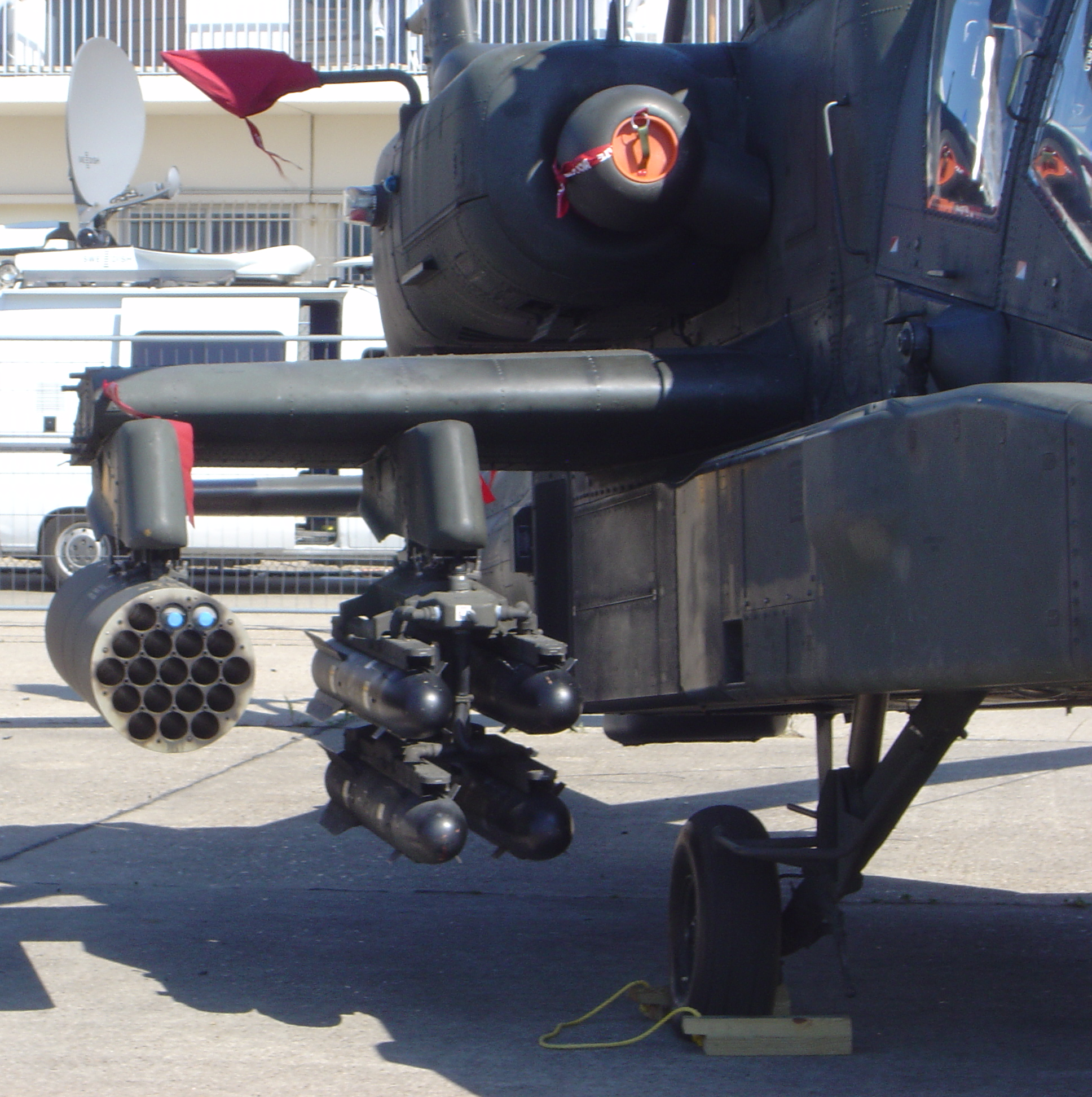
Hellfire-Raketen an einem AH-64 Apache (rechts), daneben Hydra-70

Die Ursache für den festgestellten Fehler lag in einem Kunststoffbauteil, das im Strahlrohr der Rakete saß; dieses sollte beim Start normalerweise in viele kleine Teile zerfallen und nach hinten ausgestoßen werden. Bei etwa 10.000 AGM-114 aus dem Hause Hercules flog dieser Verschluss jedoch in größeren Einzelteilen aus dem Rohr und konnte ungünstigenfalls in die kleinen Stabilisatorflossen am Heck der AH-64 Apache einschlagen. Unter bestimmten Bedingungen war es sogar möglich, dass der Verschluss den Heckrotor traf, was bei Hubschraubern generell eine sehr gefährliche Situation ist, die häufig zum Absturz führt.
Das Problem wurde zuerst während einer Übung in Polen im Jahr 2000 beobachtet, damals hielt man die Beschädigungen an den Stabilisatorflossen jedoch zunächst für Einwirkungen durch Bodentrümmer. Erst im Verlauf weiterer Untersuchungen fand man die wirkliche Ursache. Zunächst erging die Order, dass das Abfeuern von Hellfires außer in unmittelbaren Notfällen (feindlicher Angriff) zu unterbleiben habe. Ausgenommen davon waren Raketen am äußeren rechten Waffenpylon Nr. 4, deren Trümmer den Heckrotor nicht treffen konnten (der Heckrotor liegt beim Apache an Backbord, also links). Einschläge in den Stabilisatorflossen waren zwar unangenehm, aber verkraftbar. Auch für den leichten Kampfhubschrauber Bell OH-58 erging ein ähnlicher Befehl, da von Backbord abgefeuerte Hellfires beim Abschuss durch Trümmer des Verschlusses den Rumpf beschädigen konnten. Die betroffenen Raketen wurden als „beschränkt kampftauglich“ klassifiziert. Später lockerte man die neuen Vorschriften dahingehend, dass die Apache-Besatzungen nun je ein Paar Hellfires von den beiden äußeren Pylonen im Abstand von drei Sekunden feuern durften. Zum Schutz vor Raketentrümmern sollten entsprechende Abweiser an den Apaches und Kiowas installiert werden.
Die Kosten für einen Ersatz aller fehlerhaften Raketenmotoren wurden auf knapp 36 Millionen US-Dollar geschätzt. Bei Anbruch des Irak-Kriegs 2003 war bereits ein Drittel neu ausgerüstet, so dass die Helikopter wieder uneingeschränkt mit den Raketen feuern konnten.

## Technische Daten des Modells AGM-114K
- Hauptfunktion: Lasergelenkte Luft-Boden-Panzerabwehrrakete
- Indienststellung: 1985
- Geschwindigkeit: Mach 1,17 = 1445 km/h
- Reichweite: 8 km
- Gefechtsgewicht: 46 kg
- Antrieb: Festtreibstoff Thiokol M120E1
- Länge: 1,63 m
- Durchmesser: 0,18 m
- Spannweite: 0,33 m
- Zündung: Aufschlag
- Sprengkopf:
  - Modell K: 9-kg-Tandemhohlladung
  - Modell M: ohne panzerbrechende Wirkung

## Verwendete Trägersysteme
Hubschrauber
- AgustaWestland A129CBT „Mangusta“
- Bell OH-58D „Kiowa Warrior“
- Bell AH-1T/W/Z „SuperCobra“
- Boeing AH-6M (lediglich Vorführmaschine)
- Boeing RAH-66 „Comanche“ (Projekt eingestellt)
- Boeing AH-64A/D „Apache“ beziehungsweise Westland WAH-64 „Apache“
- Eurocopter AS.555 „Fennec“ (lediglich Ausstattung für Vorführmaschine)
- Eurocopter EC.665 „Tiger ARH“
- Sikorsky HH-60H/MH-60R „Seahawk“
- Sikorsky UH-60DAP „Blackhawk“

Flächenflugzeuge
- Air Tractor AT-802U
- Cessna AC-208 „Combat Caravan“
- Hawker Beechcraft AT-6 „Texan II“ (geplant)
- Lockheed KC-130J „Harvest Hawk“
- Rockwell OV-10 „Bronco“

Drohnen
- General Atomics MQ-1B „Predator“
- General Atomics MQ-9 „Reaper“

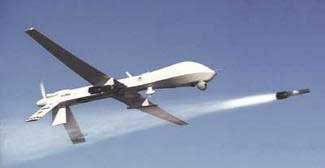
Predator beim Abfeuern einer Hellfire-Rakete

- Northrop Grumman MQ-8 „Fire Scout“ (geplant)

Schiffe
- Combat Boat 90
- P 6297 Hellfire Missile Boat
- Portable Ground Launch System
- Super Dvora Mk.III (Israelische Marine)